# Peter Haberl
Peter Haberl (* 2. September 1949 in Weiden i.d.OPf) ist ein deutscher Schriftsteller.

## Leben
Von 1955 bis 1963 besuchte er in Weiden i.d.OPf die Volksschule, absolvierte 1963–1966 eine Ausbildung beim örtlichen Arbeitsamt und arbeitete in der Folge dort als Angestellter im mittleren, seit 1972 im gehobenen Dienst. 1978 wurde er verbeamtet. Im Februar 1984 erfolgte seine Beförderung zum Verwaltungsamtsrat. Im Januar 2003 erlitt er einen Herzinfarkt und wurde in dessen Folge ab 1. Juli 2004 pensioniert.
Verheiratet ist  Haberl seit 27. September 1968 und hat drei Kinder.

## Schriftstellerisches Schaffen
Haberl veröffentlichte 1974 seinen ersten Wildwestroman beim Martin Kelter Verlag in Hamburg. Bis Anfang der 90er Jahre schrieb er sporadisch Western-Romane, u. a. für den Pabel-Verlag. Seit den 1990er Jahren schrieb er Heftromane für die Verlage Kelter und Bastei.
Haberl hat bisher mehr als 300 Wildwestromane geschrieben, darunter 114 Romane für die Serie Texas Marshal. Darüber hinaus stammen fast 200 Kriminalromane aus seiner Feder, darunter 101 Jerry Cotton-Heftromane  sowie 42 Jerry Cotton-Taschenbücher. Er ist auch für einige Horror-Romane verantwortlich, u. a. für 5 Reverend Pain-Romane, die er für den Zaubermond-Verlag schrieb. Für die Serie ActionZone des Überreuter-Verlags verfasste er die Erzählungen Das Grab am Nil, Expedition ins Verderben und Jagd auf Jack Jones.
Pseudonyme Haberls sind John Montana, Everett Jones, Pete Harris, Pete Hackett, Ken Hackett, William Scott, Luis Lavayette, William T. Connor, William F. Connor, John Custer, Jerry Cotton, Jack Slade, Steve Salomo, Peter Heimdall und Toni Waidacher.
Er schreibt unter dem Pseudonym Pete Hackett die Westernserie Der Kopfgeldjäger sowie die Krimiserie FBI – Special Agent Owen Burke, die bei CassiopeiaPress als E-Book veröffentlicht werden. Außerdem verfasste Haberl für den Blanvalet Taschenbuchverlag (Verlagsgruppe Random House GmbH) die Wikingerromane Schwerter des Nordens (erschienen Oktober 2017) und Herrin der Nordmänner (erschienen November 2018). Seit Nummer 442 schreibt Haberl für den Martin Kelter Verlag, Hamburg, die Serie Der Bergpfarrer.
Nach Ende seiner Zusammenarbeit mit dem Bastei-Verlag 2009 wurde im Jahr 2012 beim Kölner Mohlberg-Verlag sein Roman-Zyklus Indianer – stirb veröffentlicht.